# Casa consistorial de Sevilla
La Casa Consistorial de Sevilla constitueix una de les mostres més notables de l'arquitectura plateresca i és la seu del govern local de Sevilla.

## Història

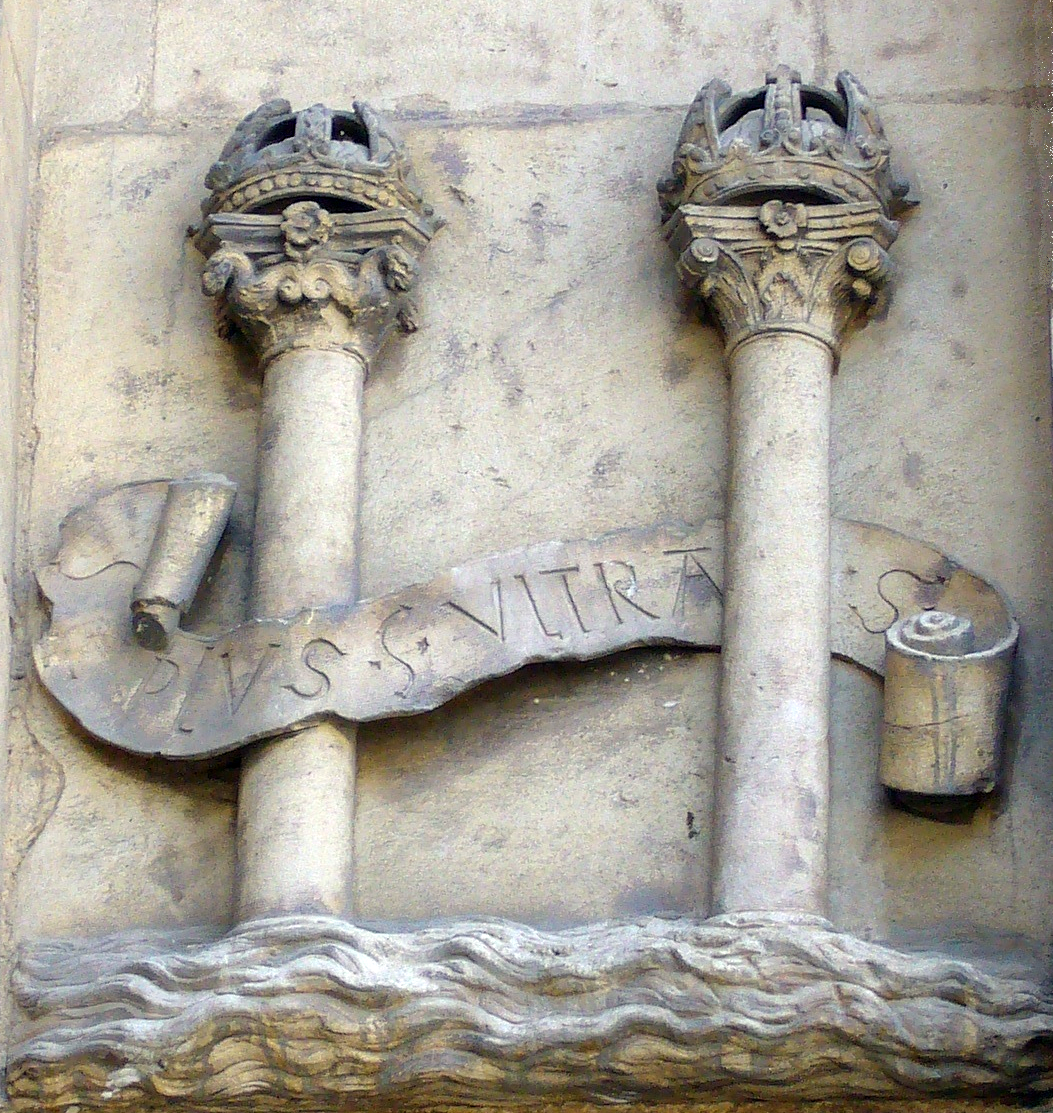
Emblemes de Carles V a l'Ajuntament de Sevilla.

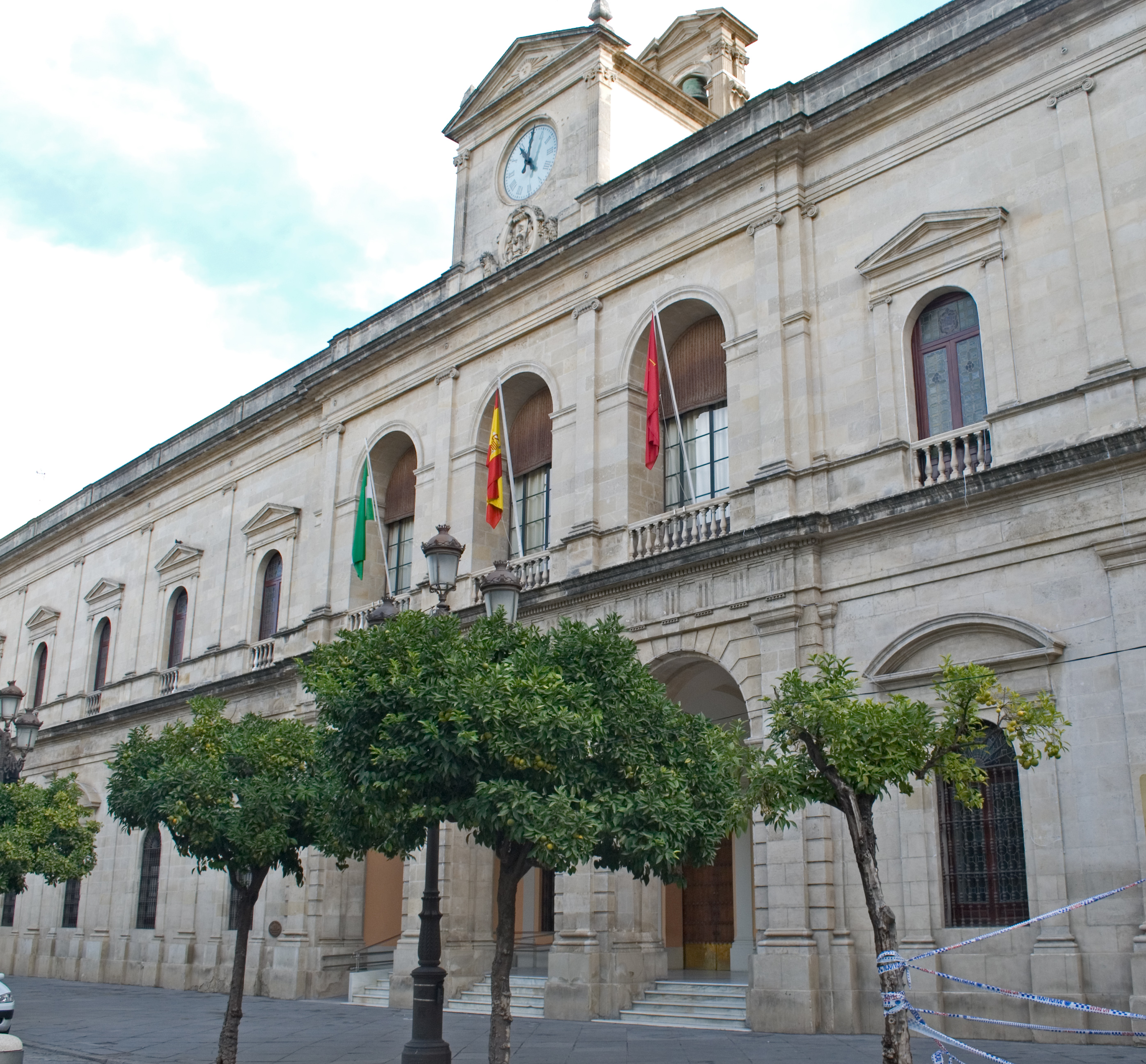
Façana principal de Casa consistorial de Sevilla, a la Plaça Nueva.

El 1526, amb motiu del casament de l'emperador Carles V amb la seva cosina Isabel de Portugal i d'Aragó, es veu la necessitat de construir un edifici per l'Ajuntament que representés el poder i la importància de la ciutat en l'època. Fins aquell moment el govern municipal de Sevilla havia tingut la seu en unes cases del Corral de los Olmos, que posteriorment passà a anomenar-se plaça de la Virgen de los Reyes, a l'esquena de la catedral. Per al nou edifici s'escull la Plaça de San Francisco, que era un lloc cèntric i comercial, davant del convent que li donava nom i enfront de l'Audiència.
Les obres comencen sota la direcció de l'arquitecte Diego de Riaño, autor de les traces i que va dirigir les obres entre 1527 i la seva defunció en 1534. Se li va encarregar una construcció de pedra, duradora i amb façanes a la Plaça Major davant el convent de San Francisco. D'aquesta manera, aquest mestre va executar el sector meridional de l'Ajuntament, davant la plaça de San Francisco, un pont de comunicació amb el monestir franciscà i dues plantes recobertes de relleus platerescs amb representacions de personatges històrics i mítics, heràldiques i emblemes al·lusius als fundadors de la ciutat.
Al segle xix, després de l'enderrocament del convent de San Francisco, s'emprèn una reforma de l'edifici, executada per Demetrio de los Ríos i Balbino Marrón, els qui van fer una nova façana principal, orientada a la Plaça Nueva, de tall neoclàssic. Al seu torn, van reorganitzar l'interior al voltant de dos patis i una gran escala.

## Edifici

### Exterior
La façana a la plaça de San Francisco està horitzontalitat articulada mitjançant una composició arquitectònica precisa, distribuïda en cinc mòduls, amb dues plantes, recobertes de relleus platerescs a través de les llindes cobertes on hi ha talles escultòriques amb elements del teatre grotesc d'accent florentí, escuts heràldics, emblemes al·lusius a la justícia, l'harmonia i el bon govern, representacions de personatges relacionats amb la ciutat com Hèracles, Juli Cèsar que va concedir el primer govern local, i l'Emperador Carles que va fer de Sevilla una de les capitals del seu imperi. Aquesta obra va ser executada per artistes procedents de molt diversos llocs entre els quals destaquen Juan de Begines, Diego Guillén, Hernando de la Teula, Pedro de Pamanes, Pedro de Guadalupe i Toribio de Liébana.
El pont que en el seu moment donava pas al convent de San Francisco, i que després va passar a comunicar amb la Plaça Nova, va ser construït sota la direcció de Juan Sánchez, successor entre 1535 i 1540 de les obres de Diego de Riaño.
La façana principal que dona a la Plaça Nova es va culminar en 1867, executada per Demetrio de los Ríos i Balbino Marrón.

### Interior
A la planta baixa hi han:
- Baixador (accés a l'edifici), sala rectangular, paral·lela a la façana a la plaça de San Francisco, amb elements híbrids entre el gòtic i el renaixentisme plateresc
- Avantsala amb escala, que es divideix en dos trams diferenciats, un amb volta gairebé plana i un altre cobert per cúpula, tots dos executats per Juan Sánchez.
- Sala Capitular, amb una volta, amb casetons on hi ha imatges de reis. La sala es troba envoltada per una doble fila de bancs, els murs presenten un fris amb medallons i grotescs.
- Sala del Jutjat, sense comunicació amb les anteriors.

### Primera planta
L'escala desemboca en el vestíbul de la planta alta, on es troben:
- Biblioteca, des de la qual s'accedeix a la Sala Capitular.
- Sala capitular alta, coberta de fusta. Actualment s'exposen en aquest recinte algunes de les pintures municipals més importants, com són la Immaculada i el retrat de Fra Pedro de Oña, de Zurbarán, la processó de santa Clara i la derrota dels sarraïns de Valdés Leal.
- Saló Colón, també denominat saló dels Borbó, en el qual es troben una sèrie de retrats reals. S'hi celebren els plens municipals des de 2008.
- Menjador de Gala, amb una galeria de retrats de personatges relacionats amb la ciutat.
- Sala de l'Arxiu.